# عدیمه
عدیمه (به عربی: العدیمة) یک روستا در سوریه است که در استان طرطوس واقع شده‌است. عدیمه ۱٬۴۰۸ نفر جمعیت دارد.